# Poceapî, Liuboml
Poceapî (în ucraineană Поча́пи, poloneză Poczapy) este localitatea de reședință a comunei Poceapî din raionul Liuboml, regiunea Volînia, Ucraina.

## Demografie
Componența lingvistică a localității Poceapî
     Ucraineană (99,78%)
     Alte limbi (0,22%)
Conform recensământului din 2001, majoritatea populației localității Poceapî era vorbitoare de ucraineană (99,78%), existând în minoritate și vorbitori de alte limbi.